# 貝里斯維爾
貝里斯維爾是瑞士的城鎮，位於該國中部，由伯恩州負責管轄，面積2.73平方公里，海拔高度546米，2011年人口1,021，八成人口信奉基督教，人口密度每平方公里374人。